# رابرت هفرنان
رابرت هفرنان (انگلیسی: Robert Heffernan؛ زادهٔ ۲۸ فوریهٔ ۱۹۷۸) ورزشکار دو و میدانی اهل جمهوری ایرلند است.
وی در مسابقات کشوری و بین‌المللی در مجموع برندهٔ ۱ مدال طلا، ۲ مدال برنز شده‌است.